# Otto Kretschmer
Otto Kretschmer (Neisse, 1 de maio de 1912 — Baviera, 5 de agosto de 1998) foi um oficial da Kriegsmarine que serviu durante a Segunda Guerra Mundial, sendo o maior às da caça submarina de guerra. O mais impressionante sobre sua trajetória na kriegsmarine é que afundou 266 629 ton ou 44 navios somente até março de 1941, quando foi capturado.

## História
Otto Kretschmer iniciou a sua carreira militar na Kriegsmarine logo após ter completado os 17 anos de idade, tendo passado por 8 meses de treinamento militar em Exeter, Inglaterra, onde ele aprendeu a falar inglês. No mês de abril de 1930 ele passou três meses na escola naval de Niobe e após passou mais de um ano no cruzador Leve Emden.
No início de dezembro de 1934, Kretschmer serviu no cruzador leve Köln, sendo transferido para a força U-Boot no mês de janeiro de 1936, onde recebeu um treinamento pré-guerra de oficial de U-Boot.
Recebeu como o seu primeiro comando o U-35, tendo realizado com este uma patrulha de guerra em águas espanholas durante a Guerra Civil Espanhola no ano de 1937.
Kretschmer deixou o comando do U-35 no mês de setembro de 1937 e assumiu o U-23, submarino este em que realizou as suas primeiras patrulhas de guerra durante a Segunda Guerra Mundial. Permaneceu no comando do U-23 até o mês de abril de 1940, mês este em que iria comissionar o U-99, U-Boot com o qual receberia a sua fama de grande comandante.
Após passar por 2 meses de treinamento com o U-99, Kretschmer deixou a base de Kiel para realizar a sua primeira patrulha no mês de junho de 1940. Nas patrulhas que se seguiriam, Otto Kretschmer se tornaria famoso pela eficiência de seus ataque noturnos contra os comboios aliados, tendo assim criado a expressão: "Um torpedo ... um navio".
Os seus navios afundados mais notáveis são os Cruzadores Mercantes britânicos armados, Laurentic (18 724 toneladas), Patroclus (11 314 toneladas) e Forfar (16 402 toneladas) ambos afundados no mês de novembro de 1940 somando 46 000 toneladas, se tornando o maior oficial em se tratando de toneladas afundadas.
Na sua última patrulha de guerra, Kretschmer atacou 10 embarcações aliadas. Foi capturado após afundar o seu U-99 às 03h43 do dia 17 de março de 1941 após cargas de profundidade do HMS Walker terem danificado fortemente o U-Boot. Kretschmer conseguiu trazer o U-Boot a tona e retirar 40 de seus soldados com vida, tendo neste ataque falecido o seu chefe de engenharia.
Kretschmer permaneceu em cativeiro aliado por mais de seis anos e meio, tendo permanecido destes, quatro anos no Canadá no campo 30 (muitas vezes também conhecido como Campo Bowmanville), retornando para a Alemanha somente no mês de dezembro de 1947.
Kretschmer entrou para a Marinha Alemã no ano de 1955 e se tornou o comandante do 1. Geleitgeschwader (1º Esquadrão de Escolta) no ano de 1957. Se tornou comandante do Amphibische Streitkräfte (Forças Anfíbias) no mês de novembro de 1958. No início do ano de 1962, Kretschmer serviu em diversas posições de staff antes de se tornar Chief of Staff do NATO Command COMNAVBALTAP no mês de maio de 1965, permanecendo neste cargo por mais quatro anos. Kretschmer se retirou do serviço ativo no mês de setembro de 1970 com a patente de Flotillenadmiral.
Otto Kretschmer faleceu no hospital da Baviera após ter sofrido um acidente nas suas férias no dia 5 de agosto de 1998 aos 86 anos de idade.

## Sumário da carreira

### Condecorações
- Cruz de Ferro (1939)
  - 2ª classe (17 de outubro de 1939)[3][4]
  - 1ª classe (17 de dezembro de 1939)[3][4]
- Medalha do Memel (26 de outubro de 1939)[3]
- Distintivo de Submarinos de Guerra (9 de novembro de 1939)[3]
- Medalha dos Sudetos (20 de dezembro de 1939)[3]
- Cruz de Cavaleiro da Cruz de Ferro (4 de agosto de 1940) como Kapitänleutnant e comandante do U-99[5][6]
  - 6ª Folhas de Carvalho (4 de novembro de 1940) como Kapitänleutnant e comandante do U-99[5][7]
  - 5ª Espadas (26 de dezembro de 1941) como Korvettenkapitän e comandante do U-99[5][8]

### Promoções
Reichsmarine
- 1 de abril de 1930 – Offiziersanwärter
- 9 de outubro de 1930 – Seekadett
- 1 de janeiro de 1932 – Fähnrich zur See
- 1 de abril de 1934 – Oberfähnrich zur See
- 1 de outubro de 1934 – Leutnant zur See (segundo-tenente)

Kriegsmarine
- 1 de junho de 1936 – Oberleutnant zur See (primeiro-tenente)
- 1 de junho de 1939 – Kapitänleutnant (capitão-tenente)
- 1 de março de 1941 – Korvettenkapitän (capitão de corveta)
- 1 de setembro de 1944 – Fregattenkapitän (capitão de fragata)

Marinha Alemã
- 1 de dezembro de 1955 – Fregattenkapitän (capitão de fragata)
- 12 de dezembro de 1958 – Kapitän zur See (capitão de mar e guerra)
- 15 de dezembro de 1965 – Flottillenadmiral (almirante de flotilha)[2]

### Patrulhas
| Nº    | U-Boot | Partida                 | Partida       | Chegada                 | Chegada       | Dias     | Tonelagem (GRT) |
| ----- | ------ | ----------------------- | ------------- | ----------------------- | ------------- | -------- | --------------- |
| 1     | U-23   | 25 de agosto de 1939    | Wilhelmshaven | 4 de setembro de 1939   | Wilhelmshaven | 11 dias  |                 |
| 2     | U-23   | 9 de setembro de 1939   | Wilhelmshaven | 21 de setembro de 1939  | Kiel          | 13 dias  |                 |
| 3     | U-23   | 29 de setembro de 1939  | Kiel          | 30 de setembro de 1939  | Wilhelmshaven | 2 dias   |                 |
| 4     | U-23   | 1 de outubro de 1939    | Wilhelmshaven | 16 de outubro de 1939   | Kiel          | 16 dias  | 876             |
| 5     | U-23   | 1 de novembro de 1939   | Kiel          | 9 de novembro de 1939   | Kiel          | 9 dias   |                 |
| 6     | U-23   | 5 de dezembro de 1939   | Kiel          | 15 de dezembro de 1939  | Kiel          | 11 dias  | 2 400           |
| 7     | U-23   | 8 de janeiro de 1940    | Kiel          | 15 de janeiro de 1940   | Wilhelmshaven | 8 dias   | 11 667          |
| 8     | U-23   | 18 de janeiro de 1940   | Wilhelmshaven | 29 de janeiro de 1940   | Wilhelmshaven | 12 dias  | 1 085           |
| 9     | U-23   | 9 de fevereiro de 1940  | Wilhelmshaven | 25 de fevereiro de 1940 | Wilhelmshaven | 17 dias  | 11 596          |
| 10    | U-23   | 26 de fevereiro de 1940 | Wilhelmshaven | 28 de fevereiro de 1940 | Kiel          | 3 dias   |                 |
| 11    | U-99   | 18 de junho de 1940     | Kiel          | 25 de junho de 1940     | Wilhelmshaven | 8 dias   |                 |
| 12    | U-99   | 27 de junho de 1940     | Wilhelmshaven | 21 de julho de 1940     | Lorient       | 25 dias  | 22 719          |
| 13    | U-99   | 25 de julho de 1940     | Lorient       | 5 de agosto de 1940     | Lorient       | 12 dias  | 57 890          |
| 14    | U-99   | 4 de setembro de 1940   | Lorient       | 25 de setembro de 1940  | Lorient       | 22 dias  | 25 92           |
| 15    | U-99   | 13 de outubro de 1940   | Lorient       | 22 de outubro de 1940   | Lorient       | 10 dias  | 30 502          |
| 16    | U-99   | 30 de outubro de 1940   | Lorient       | 8 de novembro de 1940   | Lorient       | 10 dias  | 42 407          |
| 17    | U-99   | 27 de novembro de 1940  | Lorient       | 12 de dezembro de 1940  | Lorient       | 16 dias  | 34 291          |
| 18    | U-99   | 22 de fevereiro de 1941 | Lorient       | 17 de março de 1941     | Afundado      | 24 dias  | 71 025          |
| Total | Total  | Total                   | Total         | Total                   | Total         | 224 dias | 312 383         |

### Navios afundados
- 40 navios afundados num total de 208 954 GRT
- 3 navios de guerra auxiliares afundados num total de 46 440 GRT
- 1 navio de guerra auxiliar afundado num total de 1 375 toneladas
- 1 navio afundado num total de 2 136 GRT
- 5 navios danificados num total de 37 965 GRT
- 2 navios com perda total somando 15 513 GRT

| Data                    | U-Boot | Navio                      | Nacionalidade | Tonelagem (GRT) |
| ----------------------- | ------ | -------------------------- | ------------- | --------------- |
| 4 de outubro de 1939    | U-23   | Glen Farg                  | Reino Unido   | 876             |
| 8 de dezembro de 1939   | U-23   | Scotia                     | Dinamarca     | 2 400           |
| 11 de janeiro de 1940   | U-23   | Fredville                  | Noruega       | 1 150           |
| 12 de janeiro de 1940   | U-23   | Danmark (perda total)      | Dinamarca     | 10 517          |
| 24 de janeiro de 1940   | U-23   | Varild                     | Noruega       | 1 085           |
| 18 de fevereiro de 1940 | U-23   | HMS Daring (H 16)          | Reino Unido   | 1 375           |
| 19 de fevereiro de 1940 | U-23   | Tiberton                   | Reino Unido   | 5 225           |
| 22 de fevereiro de 1940 | U-23   | Loch Maddy (perda total)   | Reino Unido   | 4 996           |
| 5 de julho de 1940      | U-99   | Magog                      | Canadá        | 2 053           |
| 7 de julho de 1940      | U-99   | Bissen                     | Suécia        | 1 514           |
| 7 de julho de 1940      | U-99   | Sea Glory                  | Reino Unido   | 1 964           |
| 8 de julho de 1940      | U-99   | Humber Arm                 | Reino Unido   | 5 758           |
| 12 de julho de 1940     | U-99   | Ia                         | Grécia        | 4 860           |
| 12 de julho de 1940     | U-99   | Merisaar (capturado)       | Estónia       | 2 136           |
| 18 de julho de 1940     | U-99   | Woodbury                   | Reino Unido   | 4 434           |
| 28 de julho de 1940     | U-99   | Auckland Star              | Reino Unido   | 13 212          |
| 29 de julho de 1940     | U-99   | Clan Menzies               | Reino Unido   | 7 336           |
| 31 de julho de 1940     | U-99   | Jamaica Progress           | Reino Unido   | 5 475           |
| 31 de julho de 1940     | U-99   | Jersey City                | Reino Unido   | 6 322           |
| 2 de agosto de 1940     | U-99   | Alexia (danificado)        | Reino Unido   | 8 016           |
| 2 de agosto de 1940     | U-99   | Lucerna (danificado)       | Reino Unido   | 6 556           |
| 2 de agosto de 1940     | U-99   | Strinda (danificado)       | Noruega       | 10 973          |
| 11 de setembro de 1940  | U-99   | Albionic                   | Reino Unido   | 2 468           |
| 15 de setembro de 1940  | U-99   | Kenordoc                   | Canadá        | 1 780           |
| 16 de setembro de 1940  | U-99   | Lotos                      | Noruega       | 1 327           |
| 17 de setembro de 1940  | U-99   | Crown Arun                 | Reino Unido   | 2 372           |
| 21 de setembro de 1940  | U-99   | Baron Blythswood           | Reino Unido   | 3 668           |
| 21 de setembro de 1940  | U-99   | Elmbank                    | Reino Unido   | 5 156           |
| 21 de setembro de 1940  | U-99   | Invershannon               | Reino Unido   | 9 154           |
| 18 de outubro de 1940   | U-99   | Empire Miniver             | Reino Unido   | 6 055           |
| 18 de outubro de 1940   | U-99   | Fiscus                     | Reino Unido   | 4 815           |
| 18 de outubro de 1940   | U-99   | Niritos                    | Grécia        | 3 854           |
| 19 de outubro de 1940   | U-99   | Clintonia (danificado)     | Reino Unido   | 3 106           |
| 19 de outubro de 1940   | U-99   | Empire Brigade             | Reino Unido   | 5 154           |
| 19 de outubro de 1940   | U-99   | Snefjeld                   | Noruega       | 1 643           |
| 19 de outubro de 1940   | U-99   | Thalia                     | Grécia        | 5 875           |
| 3 de novembro de 1940   | U-99   | Casanare                   | Reino Unido   | 5 376           |
| 3 de novembro de 1940   | U-99   | HMS Laurentic (F 51)       | Reino Unido   | 18 724          |
| 4 de novembro de 1940   | U-99   | HMS Patroclus              | Reino Unido   | 11 314          |
| 5 de novembro de 1940   | U-99   | Scottish Maiden            | Reino Unido   | 6 993           |
| 2 de dezembro de 1940   | U-99   | HMS Forfar (F 30)          | Reino Unido   | 16 402          |
| 2 de dezembro de 1940   | U-99   | Samnanger                  | Noruega       | 4 276           |
| 3 de dezembro de 1940   | U-99   | Conch                      | Reino Unido   | 8 376           |
| 7 de dezembro de 1940   | U-99   | Farmsum                    | Países Baixos | 5 237           |
| 7 de março de 1941      | U-99   | Athelbeach                 | Reino Unido   | 6 568           |
| 7 de março de 1941      | U-99   | Terje Viken                | Reino Unido   | 20 638          |
| 16 de março de 1941     | U-99   | Beduin                     | Noruega       | 8 136           |
| 16 de março de 1941     | U-99   | Ferm                       | Noruega       | 6 593           |
| 16 de março de 1941     | U-99   | Franche Comte (danificado) | Reino Unido   | 9 314           |
| 16 de março de 1941     | U-99   | J.B. White                 | Canadá        | 7 375           |
| 16 de março de 1941     | U-99   | Korshamn                   | Suécia        | 6 673           |
| 16 de março de 1941     | U-99   | Venetia                    | Reino Unido   | 5 728           |
| Total                   | Total  | Total                      | Total         | 312 383         |